# Los Guerreros

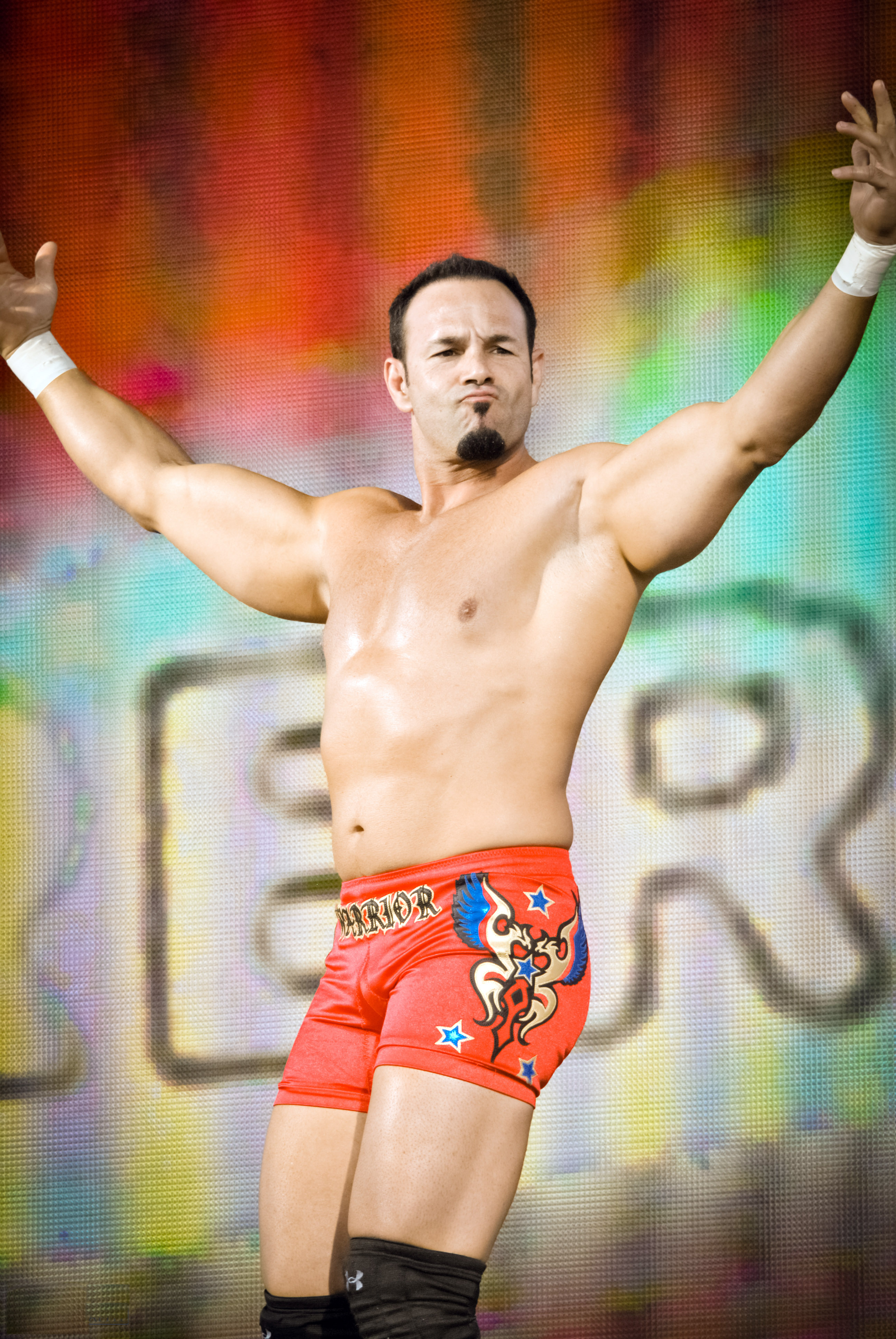
Chavo Guerrero bei der WWE-Show Tribute to the Troops in Fort Hood, Texas, am 11. Dezember 2010.

Die Los Guerreros waren ein Tag Team im Wrestling, das immer aus mindestens 2 Mitgliedern der mexikanischen Familie Guerrero bestand. Als populärste Vertretung gilt der Zusammenschluss von Eddie Guerrero und seinem Neffen Chavo Guerrero in der WWE.

## World Wrestling Entertainment

### Eddie und Chavo
Am 1. August 2002 kamen Eddie Guerrero und Chris Benoit zu SmackDown!. Die beiden hatten vorher in RAW ein Tag Team gebildet. Da sich Benoit auf Kurt Angle konzentrierte, verbündete sich Eddie notgedrungen mit seinem Neffen Chavo. Im Gegensatz zu einer früheren WCW-Storyline übernahm Chavo die Taktik seines Onkels, zu lügen, zu betrügen und zu stehlen, um Kämpfe zu gewinnen. Es wurden kurze Einspieler (Vignetten) gedreht, wo die beiden u. a. schwindelten, um in das Haus einer reichen Frau zu kommen und dort eine Pool Party zu veranstalten.
Ihr erster Großauftritt war beim Acht-Team-Turnier um den neuen WWE Tag Team Titel. Hier begannen die beiden eine Fehde mit Kurt Angle und Chris Benoit, die damals als Team agierten. Einer der erinnerungswürdigsten Augenblick war, als Chavo Chris Benoit mitteilte, sein früherer Freund Eddie würde von seinem Tag Team-Partner Kurt Angle attackiert. Benoit wollte Eddie zur Hilfe kommen und wurde in einem Raum eingesperrt. Eddie kam dann in den Raum und griff Benoit mit einem Stuhl an.
Benoit und Angle schafften es, ihre Differenzen beiseitezuschieben und Los Guerreros im Halbfinale des Turniers zu schlagen. Später gewannen Benoit und Angle die Titel. Sehr zu ihrem Erstaunen halfen ihnen Los Guerreros dann jedoch das Finalmatch zu gewinnen.
Los Guerreros bekamen eine neue Gelegenheit den Titel zu erringen. Sie mussten gegen die neuen Champions Edge und Rey Mysterio antreten. Bei der Survivor Series 2002 musste Rey Mysterio nach einem „Lasso von El Paso“ aufgeben. Mit diesem Sieg begannen die Los Guerreros ihre Regentschaft als WWE Tag Team Champions, bis sie später wieder von Team Angle besiegt werden konnten.
Los Guerreros nahmen an Wrestlemania XIX als Anwärter auf den Titel teil, doch kurz vor Judgment Day riss sich Chavo den Bizeps. Notgedrungen musste sich Eddie nach einem anderen Partner umsehen. Er wählte Yoshihiro Tajiri und gemeinsam konnten sie beim Judgment Day den Titel in einem Leiter Match erringen. Da sich Eddie relativ bald wieder von seinem neuen Partner Tajiri trennte wird der Titel den Los Guerreros zugerechnet.
Nachdem die Los Guerreros die Tag Team Gürtel diesmal an die Basham Brothers verloren, verfeindeten sich Eddie und Chavo. Dies führte zu einem Match beim Royal Rumble 2004, welches Eddie für sich entscheiden konnte.
Es kam zu keinem weiteren Zusammenschluss der beiden. Eddie verstarb 2005 an Herzversagen. Er wurde in seinem Hotelzimmer in Minneapolis Minnesota aufgefunden.

#### Größte Kämpfe
- vs.Edge & Rey Mysterio und Kurt Angle & Chris Benoit (Survivor Series 2002)
- vs.Team Angle (Backlash 2003)
- vs.Basham Brothers (Smackdown 2003)

#### Erfolge
- 2× WWE Tag Team Champions
- 1× WWE Champion (Eddie Guerrero)
- 3× WWE Cruiserweight Champion (Chavo Guerrero)

### Chavo Guerrero and Chavo Classic
Nachdem das Tag Team mit Eddie gescheitert war, schloss sich Chavo mit seinem Vater und früherem Manager Chavo Classic zusammen. Als Team schafften die beiden keine nennenswerten Erfolge, Chavo Classic wurde in der Sendung mehr als Comedian denn als Wrestler dargestellt und wurde später entlassen.

### Chavo Guerrero und Vickie Guerrero
Die bisher letzte Version der Los Guerrero, die eigentlich aus Chavo Guerrero jr. und Vickie Guerrero, der Witwe von Eddie, besteht. Vickie ist gleichzeitig Managerin von Chavo.
Die beiden versuchen sich wieder, gemäß dem Familienmotto, mit Lügen und Betrügen die Kämpfe zu gewinnen. Allerdings ist das Duo bisher auch ohne nennenswerten Erfolg geblieben.

## WWA und PFW
In den eher unbekannten Wrestlervereinigungen WWA und PFW gab es weitere Zusammenschlüsse unter dem Namen Los Guerreros, im mexikanischen Ableger, der sogenannten WWA kämpften Eddie Guerrero, Mando Guerrero und Chavo Guerrero um den WWA World Trios Titel, in der PFW versuchte sich Chavo zusammen mit Hector Guerrero und kämpfte um den World Tag Team Titel.